# Вуд (округ, Техас)
Шаблон:StateAbbr_ 32°47′ пн. ш. 95°23′ зх. д. / 32.78° пн. ш. 95.38° зх. д.
Округ Вуд (англ. Wood County) — округ (графство) у штаті Техас, США. Ідентифікатор округу 48499.

## Історія
Округ утворений 1850 року.

## Демографія
За даними перепису 2000 року загальне населення округу становило 36752 осіб, зокрема міського населення було 7469, а сільського — 29283. Серед мешканців округу чоловіків було 18106, а жінок — 18646. В окрузі було 14583 домогосподарства, 10651 родин, які мешкали в 17939 будинках. Середній розмір родини становив 2,85.
Віковий розподіл населення поданий у таблиці:
| Стать    | До 15 років | 15-21 | 22-29 | 30-39 | 40-49 | 50-65 | 65-85 | Понад 85 |
| -------- | ----------- | ----- | ----- | ----- | ----- | ----- | ----- | -------- |
| Чоловіки | 3310        | 1818  | 1467  | 2146  | 2440  | 3552  | 3164  | 209      |
| Жінки    | 3147        | 1609  | 1280  | 2075  | 2465  | 3773  | 3650  | 647      |

## Суміжні округи
- Гопкінс — північ
- Франклін — північний схід
- Кемп — північний схід
- Апшер — схід
- Сміт — південь
- Ван-Зандт — південний захід
- Рейнс — захід

## Виноски
1. ↑  U.S. Decennial Census. United States Census Bureau. Архів оригіналу за 4 квітня 2018. Процитовано 12 травня 2015.
2. ↑  Texas Almanac: Population History of Counties from 1850–2010 (PDF). Texas Almanac. Архів оригіналу (PDF) за 26 лютого 2015. Процитовано 12 травня 2015.
3. ↑  State & County QuickFacts. United States Census Bureau. Архів оригіналу за 19 січня 2016. Процитовано 29 грудня 2013.(англ.) Наведено за англійською вікіпедією.
4. ↑  American FactFinder. Бюро перепису населення США. Архів оригіналу за 26 лютого 2012. Процитовано 31 січня 2008.

| США | Це незавершена стаття з географії США. Ви можете допомогти проєкту, виправивши або дописавши її. |